# Фитиль
«Фити́ль», або «Фіті́ль» (буквально — «Ґніт») — радянський і російський сатиричний кіножурнал, який знімався в 1962—2008 роках. Починаючи з початку 1990-х років він показується по телебаченню.

## Походження назви
Слово «фити́ль» у російській мові, окрім основного значення «ґніт», може також значити «нагінка», «прочуханка». Творці проекту могли такою двозначною назвою показати його викривальну, сатиричну спрямованість.

## Заставка
Заставка кіножурналу була оформлена таким чином: від ящика відривається дошка і звідти вилітає запалювальний ґніт, який складається у вигадливий напис-вензель «ФИТИЛЬ». Потім ґніт починає швидко горіти, вогонь добирається до ящика, лунає вибух і під супровід фортепіано показується назва випуску.

## Історія
Перший випуск кіножурнала побачив світ 4 червня 1962 року. Творцем і ідейним натхненником був Сергій Михалков. За час існування Фитиля з'явилося 420 випусків, з них 187 — у телеформаті. У ньому знялося багато відомих радянських акторів. За словами його засновника, "…кіножурнал було створено для цілеспрямованої боротьби з негативними явищами у житті країни. Важко уявити, скільки хабарників, нехлюїв, розкрадачів та інших негідників «завдяки» «Фитилю» пішли під суд або позбулися своїх посад. Кожен постріл-сюжет був стовідсотково снайперським".
За радянських часів випуски «Фитиля» показували у кінотеатрах протягом п'ятнадцяти хвилин перед початком сеансу. З початком 1990-х він з'явився на телеекранах.

## Інше
- «Єралаш», аналогічний кіножурнал для дитячої аудиторії, створений 1974 року, первісно пропонувалося назвати «Фитилёк» (тобто «Ґніток»). Але врешті-решт була ухвалена назва «Єралаш».